# Zriba
Zriba (arabe : زريبة ) ou Hammam Zriba est une ville située à environ 60 kilomètres au sud de Tunis au pied du djebel Zaghouan.
Rattachée administrativement au gouvernorat de Zaghouan, elle constitue une municipalité comptant 11 819 habitants en 2014.
On y trouve des hammams, qui lui donnent son nom, ainsi qu'une ancienne mine.
Derrière le hammam principal repose la dépouille d'un saint du nom de Sidi Zekri.
Le festival, qui s'y déroule tous les ans en juillet, permet de découvrir la ville au travers de plusieurs activités culturelles.
Zriba comporte aussi une zone industrielle de 143 hectares qui profite de la qualification de la main d'œuvre locale.

## Vieux village

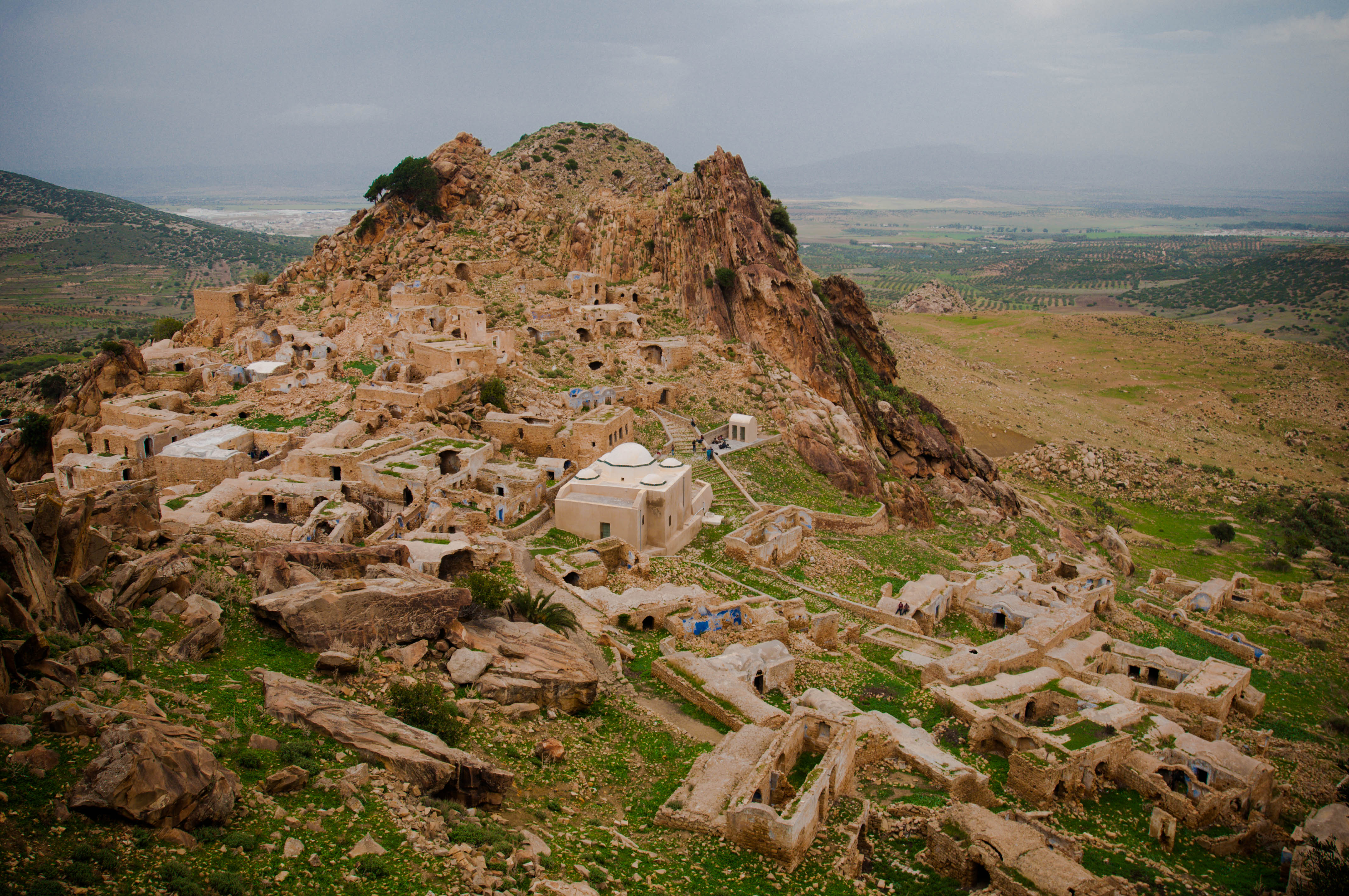
Vue du vieux village.

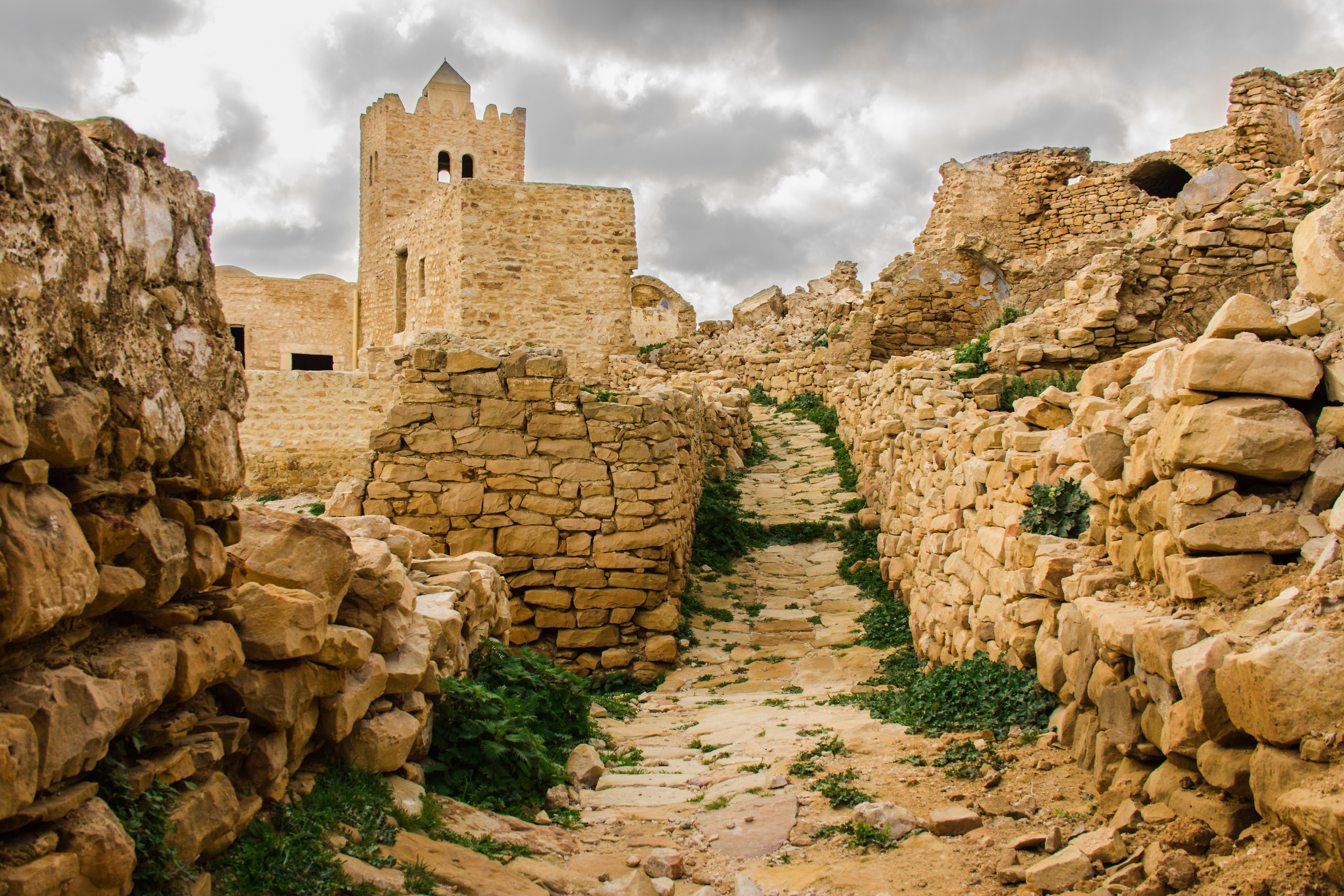
Mosquée du vieux village.

L'ancien village, Zriba Olia (Zriba la haute), d'origine berbère, est situé à environ trois kilomètres au sud de Hammam Zriba. Construit entre deux pics rocheux, le village désormais en ruines offre une vue sur le djebel Zaghouan, le quatrième plus haut sommet de Tunisie après le djebel Chambi.
Au milieu de l'ancien village se trouve une zaouïa dédiée à Sidi Abdel Kader Jilani, fondateur de la Qadiriyya inhumé à Bagdad. Cette zaouïa, construite au XVIIe siècle, a fait l'objet d'une restauration très poussée ; elle abrite des éléments architecturaux antiques et a joué le rôle d'école coranique (kouttab) pour les jeunes villageois.
Zriba a été déserté par ses habitants dans les années 1960, après le développement de la nouvelle ville dans la plaine. En 2010, les quatre à cinq familles qui y vivent encore totalisent une vingtaine d'âmes. La plupart des maisons voûtées, mais en ruines, servent de bergeries.